# Cusi Cusi
Cusi Cusi es una localidad y municipio de la provincia argentina de Jujuy cuyo territorio abarca parte del departamento de Santa Catalina y parte del departamento Rinconada. Está ubicado a 125 km al oeste de la ciudad de Abra Pampa, en el mencionado departamento de Santa Catalina, junto al límite con Rinconada, muy cerca de la República de Bolivia, y a 350 km de San Salvador de Jujuy, accediéndose a él primero por la Ruta Nacional 9 y por las provinciales 70, 71 y 85.
También hay una vía alternativa que se inicia en la Ruta Nacional 9, sigue por la Ruta Nacional 52 y la Ruta Nacional 40 (nueva traza), para continuar luego por las mencionadas rutas provinciales.

## Población
Tiene una población de 359 habitantes según el censo INDEC 2001. En el anterior censo de 1991 fue clasificada como población rural dispersa. El censo de 2010 registra a la localidad con una población de 243 habitantes.

## Historia
Hoy comisión municipal, el paraje original fue fundado en 1954 por Segundino Acho, en las inmediaciones de la capilla de San Juan, cuya construcción tiene más de dos siglos de antigüedad.

### EDUCACION

#### COLEGIO POLIMODAL N.º 1

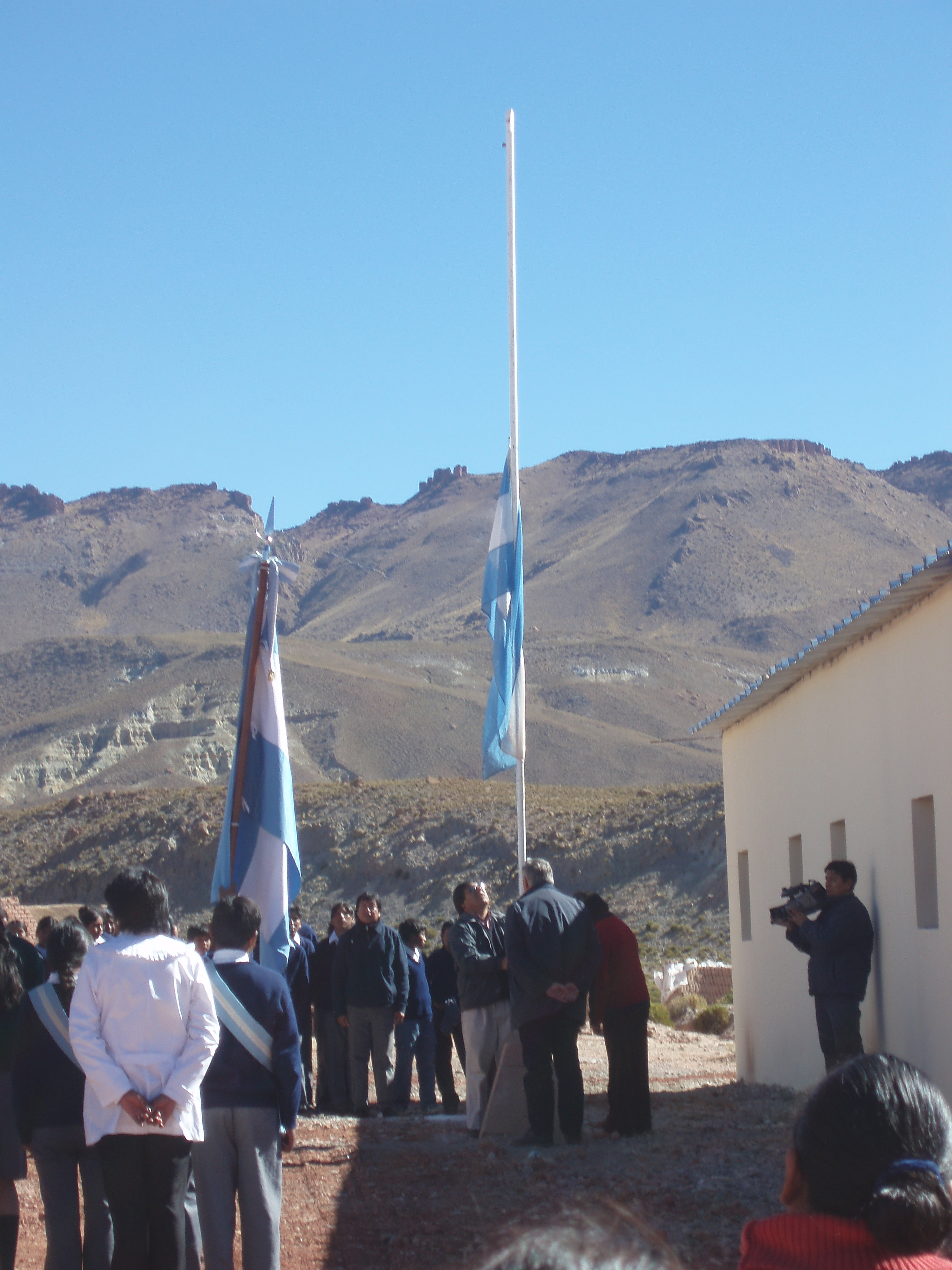
Polimodal N°1- Cusi Cusi -jujuy

El Secundario Polimodal N.º 1 fue creado el 9 de abril del año 2001, en la localidad de Cusi Cusi , Departamento  Santa Catalina, Jujuy. Por Decreto 3034 - E- 01. En un principio el colegio no tuvo sede propia y, funcionó en diferentes Instituciones de la comunidad hasta tener su edificio propio. Actualmente el colegio tiene la orientación en Bachiller en Ciencias Naturales y funciona en turno tarde de 1300 hs. a 1830 hs.  

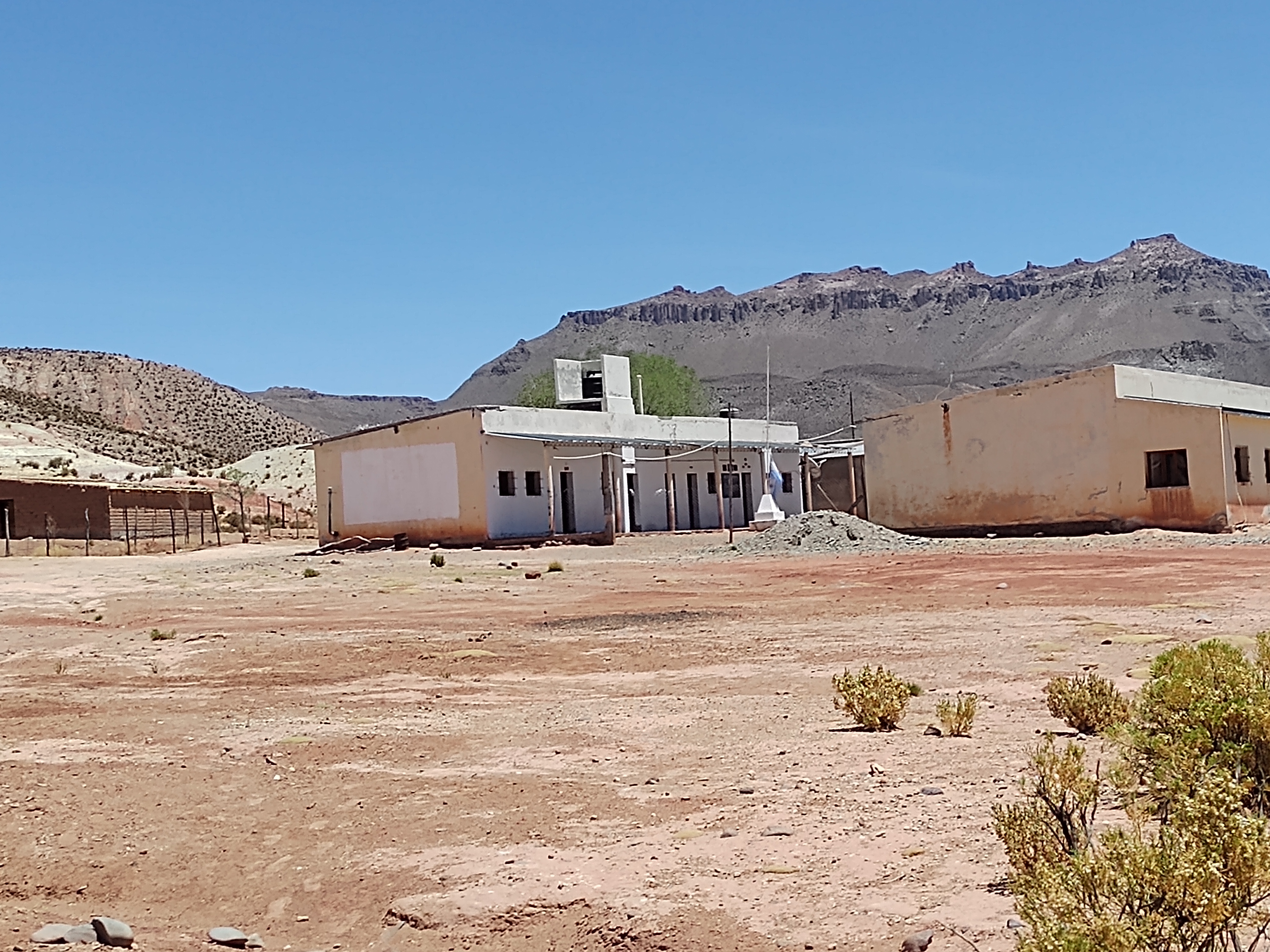

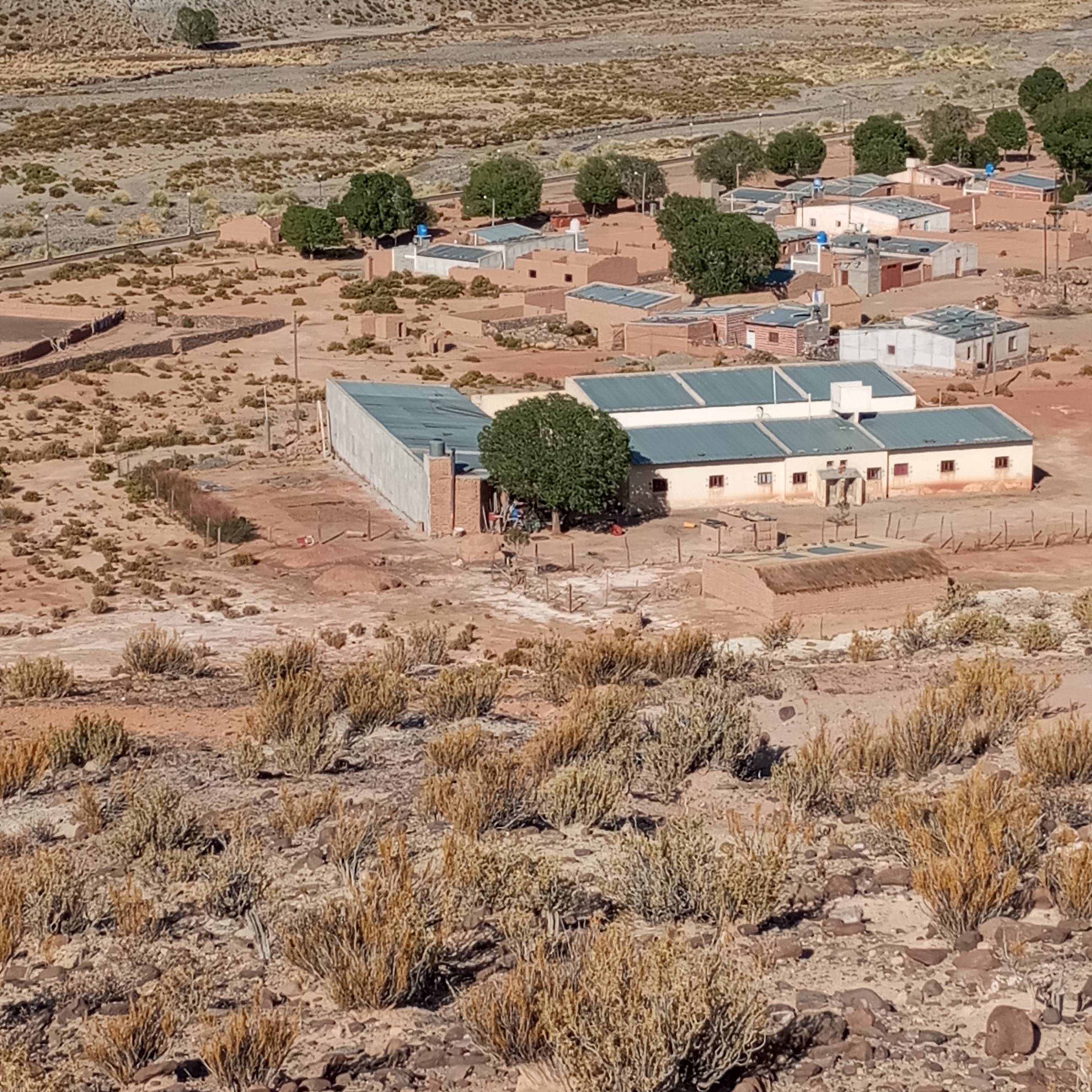

## Clima
Emplazado a 3800 metros sobre el nivel del mar, el clima es el típico del altiplano puneño: seco, ventoso y con temperaturas extremas.

## Turismo
Cusi Cusi está muy próximo a la confluencia del río Granadas o Grande y río de la Quebrada de Cusi Cusi. En éstos y otros cursos de agua, como el río Queñoal, y aún en la acequias, es posible pescar truchas. Los cultivos son casi exclusivamente variedades de papas andinas y muy intensivo el de la quinoa, que los productores comercializan en las ciudades de la provincia y aún fuera de ella.

### Valle de la Luna
En la ruta provincial 85, a unos 5 kilómetros de Cusi Cusi, se encuentra el Valle de la Luna, formación de lava, escoria y basalto, con farallones volcánicos de hasta 800 metros; el paisaje en el lugar, a 4400 m s. n. m., va del rojo claro al carmesí, por lo que también se lo llama Valle de Marte.

### Pajchela
Es una Cascada de 30 metros de altura por 8 metros de ancho, ubicada a 9 kilómetros de la localidad de Cusi Cusi y es un 
atractivo natural que puede visitarse en todo el año,  pero en temporada  invernal se mantiene congelada con diversas figuras. 

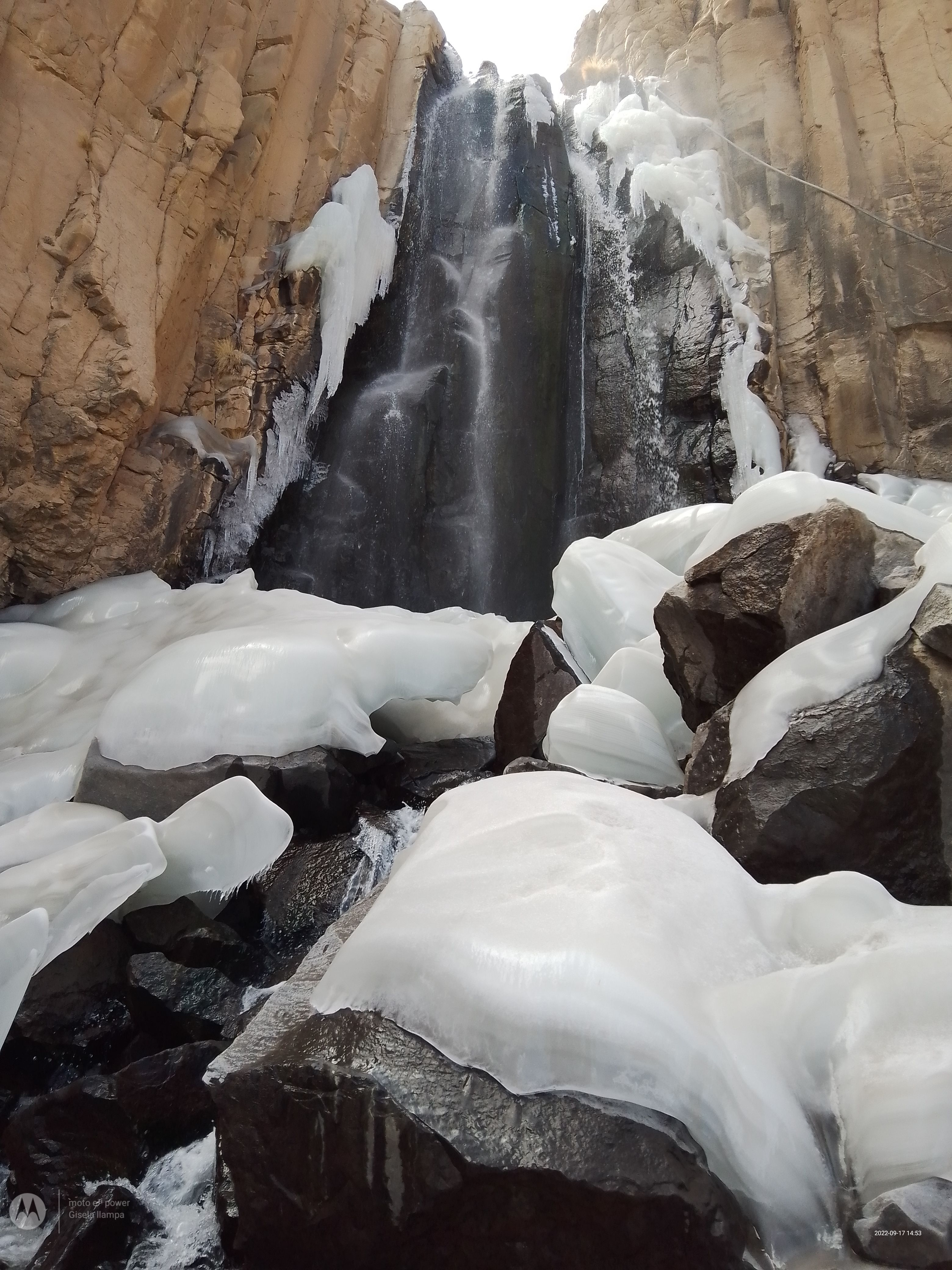
investigación

### Fiesta Patronal
La localidad Cusi Cusi  tiene su celebración religiosa el 3 de mayo en honor al Señor de la Cruz y Milagros

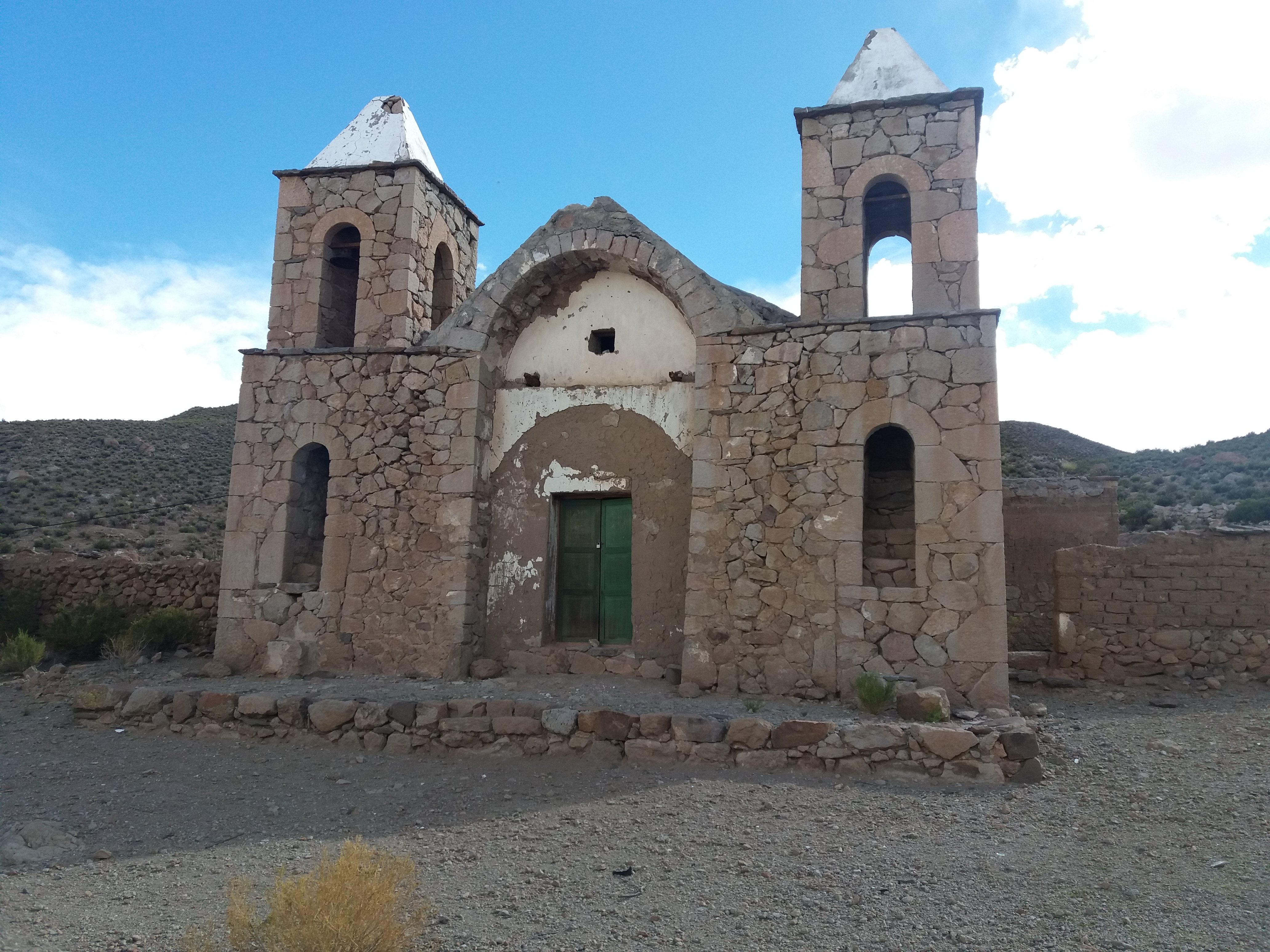
no

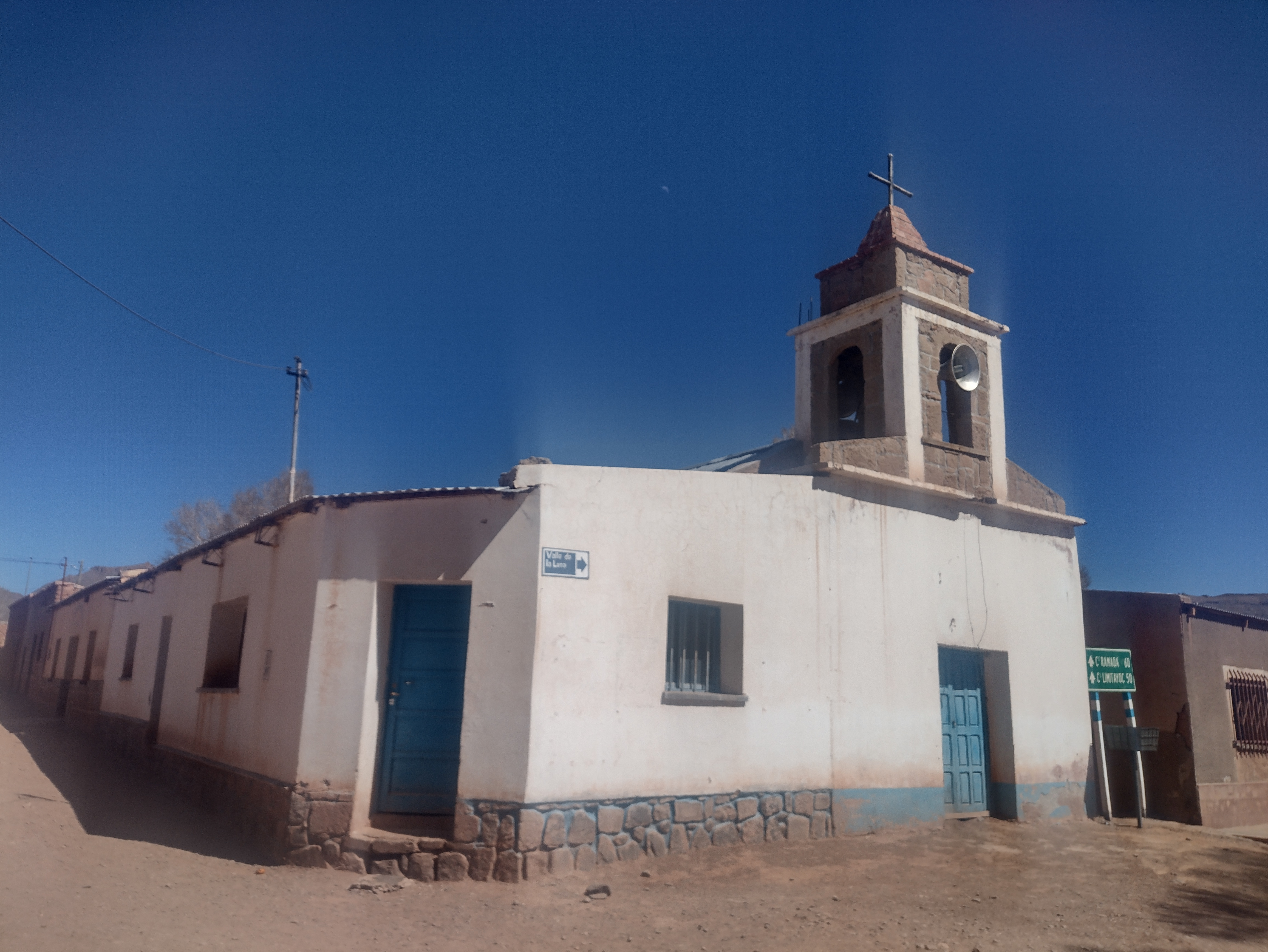
no